# László Cseh
László Cseh (* 3. prosince 1985 Budapešť) je maďarský plavec (specialista na polohový závod).
Jeho otec László Cseh starší reprezentoval Maďarsko v plavání na olympijských hrách 1968 a 1972.
Jako první plavec dokázal získat medaili na čtyřech olympijských hrách a osmi světových šampionátech. Vytvořil pět světových rekordů, má 2 tituly mistra světa a 33 titulů mistra Evropy, třikrát vyhrál Univerziádu a jednou turné Mare Nostrum. V roce 2015 byl druhým nejlepším světovým plavcem za Michaelem Phelpsem.
Byl zvolen evropským plavcem roku 2005 a 2006 a maďarským sportovcem roku 2006 a 2015. Byl mu udělen Maďarský záslužný kříž.

## Medaile

### Letní olympijské hry
- 2004 Atény: 3. místo 400 m polohový závod
- 2008 Peking: 2. místo 400 m polohový závod
- 2008 Peking: 2. místo 200 m motýlek
- 2008 Peking: 2. místo 200 m polohový závod
- 2012 Londýn: 3. místo 200 m polohový závod
- 2016 Rio de Janeiro: 2. místo 100 m motýlek

### Mistrovství světa
- 2003 Barcelona: 2. místo 400 m polohový závod
- 2005 Montreal: 1. místo 400 m polohový závod
- 2005 Montreal: 2. místo 200 m polohový závod
- 2005 Montreal: 3. místo 100 m znak
- 2007 Melbourne: 3. místo 200 m polohový závod
- 2009 Řím: 2. místo 200 m polohový závod
- 2009 Řím: 3. místo 400 m polohový závod
- 2011 Šanghaj: 3. místo 200 m polohový závod
- 2013 Barcelona: 2. místo 100 m motýlek
- 2015 Kazaň: 1. místo 200 m motýlek
- 2015 Kazaň: 2. místo 100 m motýlek
- 2015 Kazaň: 3. místo 50 m motýlek
- 2017 Budapešť: 2. místo 200 m motýlek

### Mistrovství světa v krátkém bazénu
- 2010 Dubaj: 3. místo 200 m motýlek
- 2012 Istanbul: 2. místo 200 m motýlek
- 2012 Istanbul: 2. místo 400 m polohový závod
- 2012 Istanbul: 3. místo 200 m polohový závod